# Lety (ort i Tjeckien, Mellersta Böhmen)
Lety är en ort i Tjeckien.   Den ligger i regionen Mellersta Böhmen, i den centrala delen av landet, 22 km sydväst om huvudstaden Prag. Lety ligger 208 meter över havet och antalet invånare är 867.
Terrängen runt Lety är varierad. Lety ligger nere i en dal. Runt Lety är det ganska tätbefolkat, med 52 invånare per kvadratkilometer. Närmaste större samhälle är Modřany, 14,9 km nordost om Lety. Trakten runt Lety består till största delen av jordbruksmark.